# Galette-saucisse
La galette-saucisee (pronunciación en francés: /ga'lɛt so'sis/; en bretón, kaletez gant silzig) es una aperitivo francés (en-cas) que consiste en una salchicha de cerdo a la plancha, enrollada en una galette fría. Se consume principalmente en la Alta Bretaña, más precisamente en Ille y Vilaine y en ciertas partes de sus departamentos vecinos: Costas de Armor, Mor Bihan, Loira Atlántico, Mayena y Mancha. Originalmente no se acompaña de ninguna salsa, sólo con un vaso de sidra.
Este aperitivo, creado y popularizado durante el siglo XIX, une dos productos típicos de la cocina bretona. Para la masa de la galette, se usa el trigo sarraceno, que fue introducido en los sistemas agrícolas del Gran Oeste francés hacia la segunda mitad del siglo XV. Cocinada como las galettes, las gachas o, a veces pan, el trigo sarraceno se cultiva ampliamente en el campo bretón y en la Baja Normandía hasta el siglo XX. Sustituto del pan para los pobres, su sabor muy pronunciado se suaviza con varios acompañamientos. Entre estos últimos, los embutidos, incluida la salchicha de cerdo, son una de las especialidades de la región de Rennes.
La galette-saucisse se vende en puestos callejeros y de esta manera se consume de pie y con la mano, en fiestas, mercados, eventos deportivos o gastronómicos. Por lo tanto, está fuertemente asociado con el club de fútbol Stade Rennes y se ha convertido en uno de los emblemas de la gastronomía popular en la Alta Bretaña.